# Bellybutton
bellybutton var et dansk band, der i 1995 startede som et gymnasieband i Thisted, Thy.
I 1997 udgav bandet deres første EP , der blandt andet resulterede i opmærksomhed fra det engelske indie-label - Mud Hut Record og udgivelse af singlen Mental Mermaid i UK.
I sommeren 1998 flyttede bandet til København for at forfølge en karriere indenfor musikken. Dette resulterede de efterfølgende år i udgivelse af en ny EP  i 1999, optagelse på Fajabefa’s “Starsearch" opsamlings udgivelse , en koncert på den sidste Midtfyns Festival i 2000 og optræden til åbning af Øresundsbroen. Bandet nåede at få udgivet en enkel single “mental mermaid”  i UK på det engelske indielabel MudHut Records.  
Bandet blev opløst i sommeren 2001, hvorefter tre medlemmer fortsatte karrieren i bandet Raunchy.

## Medlemmer
Bellybutton bestod af medlemmerne:
- Lars Christensen, guitar
- Jesper Tilsted, guitar
- Ture Asboe, trommer
- Simon Agger, vokal
- Jesper Kvist, bas